# Christian Voigt (Leichtathlet)
Christian Voigt (* 20. Dezember 1943 in Stolp) ist ein ehemaliger deutscher Hürdenläufer, der sich auf die 110-Meter-Distanz spezialisiert hatte und für die DDR startete.
Bei den Olympischen Spielen 1964 in Tokio schied er im Vorlauf aus.
1965 und 1966 wurde er DDR-Meister über 110 m Hürden und 1965 DDR-Hallenmeister über 55 m Hürden. Seine persönliche Bestzeit über 110 m Hürden von 14,1 s stellte er 1964 auf.
Christian Voigt startete für den SC Dynamo Berlin.